# 马卡斯特雷
马卡斯特雷，是西班牙巴伦西亚自治区巴伦西亚省的一个市镇。总面积38平方公里，总人口1063人（2001年），人口密度28人/平方公里。